# کریستین لایتنر
کریستین لایتنر (انگلیسی: Christian Laettner؛ زاده ۱۷ اوت ۱۹۶۹) یک بازیکن بسکتبال اهل ایالات متحده آمریکا است.